# 大相撲平成29年5月場所
大相撲平成29年5月場所（おおずもうへいせい29ねん5がつばしょ）は、2017年5月14日から5月28日まで両国国技館で開催された大相撲本場所。
幕内最高優勝は、横綱・白鵬翔（15戦全勝・6場所ぶり38回目）

## 場所に関する話題・記録など
- 番付発表は2017年（平成29年）5月1日。
- 平成28年5月場所で横綱・白鵬が優勝して以来、白鵬の優勝が無くなってからこの場所で1年となり、白鵬に1年ぶりの優勝が期待された。
- 横綱・稀勢の里が1937年夏場所の双葉山以来80年ぶりとなる初優勝からの3連覇を目指すとあって、その取組に期待された[1]。
  - その稀勢の里はこの場所東の正横綱の地位で迎えている。4横綱の番付で横綱昇進2場所目に東正横綱は1962年初場所の大鵬以来[2]。
- 初場所(小結)で11勝、春場所(関脇)で12勝と2場所連続で三役で二桁勝利を挙げている関脇・髙安が昨年九州場所以来2回目の大関昇進に挑むとあって、その取組に期待された[3]。
- 2007年9月場所14日目以来で、平成以降7回目の台覧相撲。皇太子夫妻での観戦は1993年5月場所中日以来となる[2]。
- この場所初日、鶴竜と稀勢の里が黒星スタート。2場所連続で2横綱が初日に敗れるのは2009年11月場所以来[2]。
- 場所3日目終了時点で十両に全勝は旭秀鵬1人。2011年5月技量審査場所以来。一方、十両は全敗もいなくなった。3日目終了時点で十両全力士が1勝以上しているのは、昭和以降初めて[2]。
- 場所12日目、貴ノ岩の休場で日馬富士が不戦勝。2日連続で結びの一番が不戦は不戦勝制度導入以降初めて[2]。

## 番付・星取表
| 東       | 東        | 東       | 番付   | 西       | 西         | 西     |
| 四股名   | 成績      | 結果     | 番付   | 四股名   | 成績       | 結果   |
| -------- | --------- | -------- | ------ | -------- | ---------- | ------ |
| 稀勢の里 | 6勝5敗4休 |          | 横綱   | 鶴竜     | 1勝4敗10休 |        |
| 日馬富士 | 11勝4敗   |          | 横綱   | 白鵬     | 15戦全勝   | 優勝   |
| 照ノ富士 | 12勝3敗   | 優勝次点 | 大関   | 豪栄道   | 9勝6敗     |        |
| 玉鷲     | 10勝5敗   |          | 関脇   | 髙安     | 11勝4敗    | 技能賞 |
| 琴奨菊   | 7勝8敗    |          | 関脇   |          |            |        |
| 御嶽海   | 8勝7敗    | 殊勲賞   | 小結   | 嘉風     | 8勝7敗     | 技能賞 |
| 千代の国 | 2勝13敗   |          | 前頭1  | 遠藤     | 6勝9敗     |        |
| 隠岐の海 | 3勝12敗   |          | 前頭2  | 千代翔馬 | 5勝10敗    |        |
| 大栄翔   | 4勝11敗   |          | 前頭3  | 碧山     | 4勝11敗    |        |
| 栃煌山   | 6勝9敗    |          | 前頭4  | 宝富士   | 3勝12敗    |        |
| 貴ノ岩   | 5勝7敗3休 |          | 前頭5  | 正代     | 10勝5敗    |        |
| 豪風     | 4勝11敗   |          | 前頭6  | 勢       | 9勝6敗     |        |
| 北勝富士 | 10勝5敗   |          | 前頭7  | 貴景勝   | 11勝4敗    |        |
| 松鳳山   | 6勝9敗    |          | 前頭8  | 蒼国来   | 5勝10敗    |        |
| 逸ノ城   | 8勝7敗    |          | 前頭9  | 輝       | 9勝6敗     |        |
| 栃ノ心   | 12勝3敗   | 優勝次点 | 前頭10 | 宇良     | 11勝4敗    |        |
| 荒鷲     | 7勝8敗    |          | 前頭11 | 石浦     | 8勝7敗     |        |
| 德勝龍   | 8勝7敗    |          | 前頭12 | 琴勇輝   | 6勝9敗     |        |
| 豊響     | 4勝11敗   |          | 前頭13 | 大翔丸   | 8勝7敗     |        |
| 阿武咲   | 10勝5敗   | 敢闘賞   | 前頭14 | 千代大龍 | 9勝6敗     |        |
| 妙義龍   | 4勝11敗   |          | 前頭15 | 魁聖     | 7勝8敗     |        |
| 豊山     | 4勝11敗   |          | 前頭16 |          |            |        |

## 優勝争い
3場所連続優勝の期待がかかる横綱稀勢の里は、先場所に負傷した左胸の影響が残り、初日いきなり嘉風に不覚を取った。その後は2日目・3日目と連勝はしたが、4日目に遠藤に敗れ、序盤に2敗を喫した。その後は中日まで4連勝をして6勝2敗として立ち直ったかに見えたが、勝った相撲は苦戦が続いた。その後も9日目に栃煌山に、10日目に琴奨菊にそれぞれ敗れ、9日目・10日目と連敗して6勝4敗となったところで、「左大胸筋損傷、左上腕二頭筋損傷で約1カ月の加療が必要」との診断書を日本相撲協会に提出し、翌11日目から休場となった。横綱鶴竜は、初日御嶽海に、2日目千代の国に敗れて連敗スタート。翌日遠藤に引き落としで勝利し、3日目にして初白星を得たが、4日目に嘉風に敗れ、序盤に3敗を喫して1勝3敗となった所で、「左足関節離断性骨軟骨炎で今後約1カ月のリハビリテーション加療を要する見込み」との診断書を日本相撲協会に提出し、翌5日目から休場となった。角番の大関豪栄道は、2日目髙安に、3日目嘉風に敗れ序盤で2敗を喫した。その後は7日目まで4連勝をして立ち直ったかに見えたが中日から再び崩れて、11日目を終わって6勝5敗と一進一退の成績だった。しかし、その後は連勝して13日目に角番を脱出し、9勝でこの場所を終えた。休場明けの横綱白鵬は、久しぶりに好調を堅持して連戦連勝。5場所ぶりの優勝を目指す横綱日馬富士も好調を堅持して連戦連勝。先場所稀勢の里に逆転優勝を許し、雪辱に燃える大関照ノ富士は初日・2日目と連敗スタートだったが、その後は連戦連勝。今場所が大関とりの場所となる関脇高安も6日目玉鷲に敗れたのみで引き続き好調を堅持した。上位陣ではこの4人が今場所の優勝争いを演じた。
9日目を終えて全勝で横綱日馬富士・横綱白鵬が並び、1敗で関脇高安、2敗で大関照ノ富士と平幕の正代・栃ノ心・宇良が追うという展開だった。翌10日目は全勝の白鵬と1敗の高安が対戦し、熱戦の末寄り倒しで白鵬が勝利して白鵬は全勝を守り、高安は2敗に後退した。しかし、全勝の日馬富士と2敗勢は全員勝ったため、全勝で白鵬・日馬富士、1敗がいなくなって2敗で5人が追うという展開に変わり、両横綱の一騎打ちの様相がかなり強くなった。翌11日目は平幕で2敗の正代と宇良が対戦し、送り出しで宇良が勝って2敗を守った。全勝の白鵬と他の2敗勢は全員勝ったが、横綱日馬富士が御嶽海に寄り切りで敗れて初黒星。11日目を終えて白鵬が初めて単独トップに立ち、1敗で日馬富士・2敗で照ノ富士・高安・栃ノ心・宇良が追うという展開に変わり、白鵬が一歩抜け出した形となった。翌12日目は平幕で2敗で追う栃ノ心が貴景勝の掬い投げで敗れ3敗に後退。しかし、他の全勝・1敗・2敗勢は全員勝ち、全勝の白鵬を1敗の日馬富士と2敗の照ノ富士・高安・宇良が追うという展開だった。翌13日目は全勝の白鵬は玉鷲に勝って全勝を守った。平幕で2敗で追う宇良が勢に敗れて3敗に後退した。2敗の照ノ富士は栃煌山に勝って2敗を守った。また、この日1敗の日馬富士と2敗の高安が対戦し、2敗の高安が叩き込みで勝利し、日馬富士が2敗に後退した。13日目を終えて全勝で白鵬、1敗がいなくなって2敗で日馬富士・照ノ富士・高安が追うという展開に変わり、白鵬と後続力士との差が2つに開き、白鵬が断然有利な状況に変わった。翌14日目。まず高安が正代に寄り倒しで敗れ3敗に後退した。そして全勝の白鵬－2敗の照ノ富士の対戦を迎えた。白鵬が勝てば38回目の優勝、照ノ富士が勝てば優勝争いは明日に持ち越しという状況だったが、寄り切りで白鵬が勝利。1年ぶり39回目の優勝を14日目に決めた。翌日も白鵬は日馬富士を熱戦の末寄り切りで破り、13回目の全勝優勝を飾った。優勝争いに絡んだ上位陣の最終的な成績は、日馬富士は14日目・千秋楽と連敗し11勝4敗、照ノ富士は3日目から11連勝をするなどして12勝3敗、大関昇進がかかる高安は13日目日馬富士を破った後14日目・千秋楽と連敗し11勝4敗に終わった。また、高安は直近3場所で合計34勝を挙げ、大関昇進の目安となる「直近3場所で三役33勝」に届き、場所後大関に昇進することとなった。
三賞は、殊勲賞は2横綱（鶴竜と日馬富士）を破った御嶽海が初受賞、敢闘賞は新入幕で10番を挙げた阿武咲が初受賞、技能賞は終盤まで優勝争いに絡み、13日目には横綱日馬富士を破った髙安が2回目の受賞、2横綱（稀勢の里・鶴竜）1大関（豪栄道）を破った嘉風が3回目の受賞となった。

## 各段優勝 ・三賞
※四股名は2017年5月場所当時のもの。
| タイトル     | タイトル     | 四股名     | 地位           | 成績     | 部屋         | 出身                     | 回数・備考               |
| ------------ | ------------ | ---------- | -------------- | -------- | ------------ | ------------------------ | ------------------------ |
| 幕内最高優勝 | 幕内最高優勝 | 白鵬翔     | 西横綱2        | 15戦全勝 | 宮城野部屋   | モンゴル・ウランバートル | 6場所ぶり38回目          |
| 三賞         | 殊勲賞       | 御嶽海久司 | 東小結         | 8勝7敗   | 出羽海部屋   | 長野県木曽郡上松町       | 初受賞                   |
| 三賞         | 敢闘賞       | 阿武咲奎也 | 東前頭14枚目   | 10勝5敗  | 阿武松部屋   | 青森県北津軽郡中泊町     | 初受賞                   |
| 三賞         | 技能賞       | 髙安晃     | 西関脇         | 11勝4敗  | 田子ノ浦部屋 | 茨城県土浦市             | 2回目                    |
| 三賞         | 技能賞       | 嘉風雅継   | 西小結         | 8勝7敗   | 尾車部屋     | 大分県佐伯市             | 3回目                    |
| 十両優勝     | 十両優勝     | 錦木徹也   | 東十両4枚目    | 10勝5敗  | 伊勢ノ海部屋 | 岩手県盛岡市             | 初優勝                   |
| 幕下優勝     | 幕下優勝     | 大岩戸義之 | 西幕下34枚目   | 7戦全勝  | 八角部屋     | 山形県鶴岡市             |                          |
| 三段目優勝   | 三段目優勝   | 若隆景渥   | 西三段目63枚目 | 7戦全勝  | 荒汐部屋     | 福島県福島市             | 村田との優勝決定戦に勝利 |
| 序二段優勝   | 序二段優勝   | 美浜海裕太 | 西序二段67枚目 | 7戦全勝  | 玉ノ井部屋   | 千葉市美浜区             | 露草との優勝決定戦に勝利 |
| 序ノ口優勝   | 序ノ口優勝   | 炎鵬友哉   | 東序ノ口9枚目  | 7戦全勝  | 宮城野部屋   | 石川県金沢市             |                          |